# 大森勝久
大森 勝久（おおもり かつひさ、1949年9月7日 - ）は、日本のテロリスト、元新左翼活動家。北海道庁爆破事件の犯人として死刑判決が確定した死刑囚（本人は一貫して冤罪を主張）。
日本建国に遡って全面否定する新左翼思想に「反日亡国」と定義付けたことでも知られる。現在は保守思想（彼の言葉でいえば「真正自由主義」）に転向している。
アムネスティ・インターナショナル日本から「冤罪の可能性が最も高い7名の死刑囚」の1人に指定されている。

## 人物

### 出生と少年時代
1949年9月7日、岐阜県多治見市で生まれる。小学校時代はプロ野球選手を目指していたが、中学時代に入り視力が低下しボールが識別しづらくなったことから、プロ野球選手の夢はあきらめ、勉学にいそしむことになった。
大森の両親は、当時の一般的な家庭によくみられるように皇室に対する素朴な崇敬の念はあったが、政治や思想についての関心はあまりなかった。大森少年もそんな両親に影響され、高校時代までは政治に無関心であった。

### 大学時代
しかし岐阜大学教育学部数学科に入学して1年ほど経つと、当時の社会世相（大学紛争）を反映して、左翼思想に目覚めるようになった。大森はノンセクト・ラジカルの立場から黒ヘルメットを被ってデモに参加していた。
大学4年生になると、太田竜の『辺境最深部に向かって退却せよ!』を読み、太田が唱える窮民革命論に感化されるようになった。そして岐阜県の中学校教員に採用されたにもかかわらず、突然辞退して土方仕事をすることになった。太田の言葉に従って「辺境最深部に向かって退却」したのである。

### 日雇労働者運動に参加
やがて、美濃加茂市で土方仕事をしながら新左翼運動を模索している加藤三郎に出会い、同じ思想を持っていたことから意気投合し、3ヶ月間同居することになった。その後、己の意識を変革すべく、名古屋市のドヤ街である笹島に向かい、ついで大阪市の釜ヶ崎（あいりん地区）に行った。
大森はここで、この年（1972年）に結成されたばかりの釜ヶ崎共闘会議を知り、日雇労働者の鬼気迫る越年闘争に圧倒された。そして単身北海道に渡り、アイヌ民族の現状について把握した。
その後大森は一旦故郷の岐阜県に戻り、活動資金捻出のために様々な職場で働いた。1974年6月、資金が貯まったので北海道の苫小牧市に行き、翌年1975年6月には札幌市に居を移した。

### 爆弾テロの準備と警察による逮捕
※この節については、大森勝久の立場から見た記述となる。
札幌に居を移す直前の1975年5月19日、東アジア反日武装戦線のメンバーが一斉検挙された。
大森は一刻も早く爆弾テロを決行しようとし、材料の購入などの準備をした。しかし爆弾の材料となる除草剤を購入しようとしたときは、既に冬であった。冬の北海道には除草剤は売っていなかった。
購入出来ずにいたところ、1976年3月2日に北海道庁爆破事件が発生した。この事件により、除草剤の購入が益々困難になった。
1976年7月2日、友人の加藤三郎は、除草剤等を所持していたことが警察に発覚、爆発物取締罰則違反で指名手配された。その際、加藤の交友関係を調べていくうちに大森の名前が浮上、1976年8月10日に爆発物取締罰則3条違反容疑（製造器具の所持）の容疑で逮捕され、9月1日に北海道庁爆破事件の実行者として再逮捕された。また1975年7月19日に発生した北海道警察本部爆破事件の容疑でも逮捕されたが、道警爆破事件は証拠不十分のため不起訴となった。

### 裁判
裁判では、一貫して自らの無罪を主張した。しかし北海道庁爆破事件の意義については支持を表明し、「反日亡国論」の理念を法廷を通じてアピールし、「もし実行犯が事件をやっていなければ、私が実行した」とも発言している。裁判中に日本各地で発生した一連の反日爆弾テロ（後に友人の加藤三郎が起こした事件であることが判明した）についても支持を表明した。
直接証拠は無かったが、家宅捜索の結果、爆弾や反日に関する資料類が部屋にあったこと、爆弾を製造しようとした押収品などの状況証拠、および道庁付近における目撃証言から、第一審・札幌地方裁判所（生島三則裁判長）は、1983年3月29日の判決公判で死刑判決を言い渡した。大森は札幌高等裁判所に控訴したが、1988年1月21日に同高裁（水谷富茂人裁判長）は死刑判決を支持し、控訴を棄却した。
1994年7月15日、最高裁判所（大西勝也裁判長）は大森の上告を棄却する判決を言い渡し、大森の死刑が確定した。
2002年7月に、大森は札幌地裁に再審請求した。しかし札幌地裁は2007年に請求を棄却、即時抗告するも翌2008年には札幌高裁も抗告を棄却した。間もなく最高裁に特別抗告したが2011年12月に棄却され、再審を行わないことが確定した。
2016年現在、大森は死刑囚として札幌拘置支所に収監されている。

### 自由主義思想への転向
獄中にいる間、大森は様々な文献を読んだ。その結果、ソ連や中国などの共産主義独裁体制の実態を知り、民主主義を否定する既成の共産主義に強く反発した。そして徐々に自らの思想を変えていった。
1997年頃になると、左翼思想から完全に脱却、「真正自由主義者」の立場に立つことになった。現在では、彼がかつて唱えていた反日亡国論のことを「悪魔のような思想」とまで断言するに至っている。

### プライベート
1985年に支援者の女性と獄中結婚し、現在も毎日のように面会しているという。また独房で株に関する書籍や情報誌を読み、かつては妻名義で所有する株式の売買の指示をだしていたという。外部協力者によって論文を雑誌に掲載しているほか、政治評論のホームページを運用している。